# Bengt Löfberg

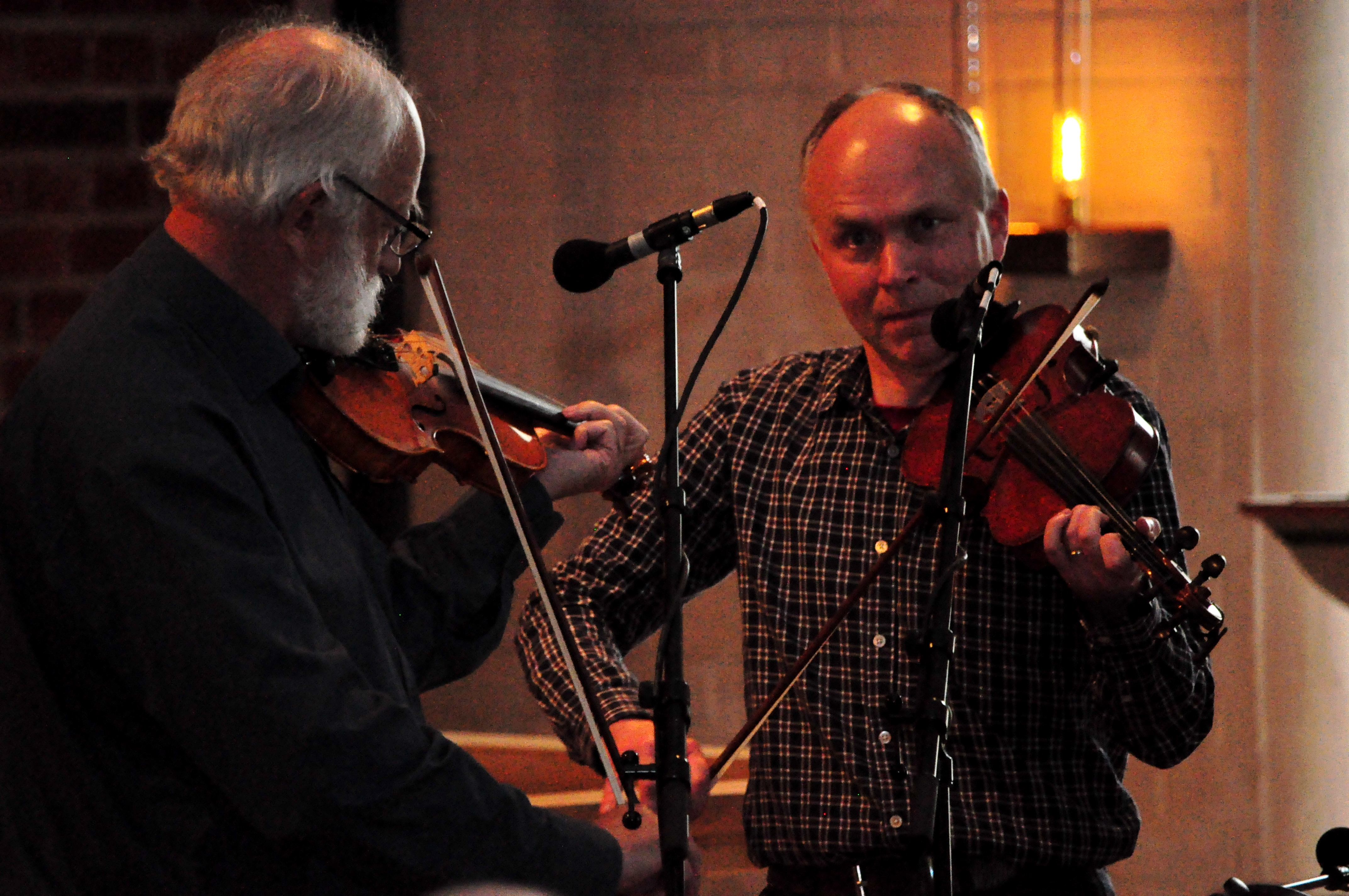
Bengt Löfberg och Eric Hammarström vid en konsert i Östra Eds kyrka.

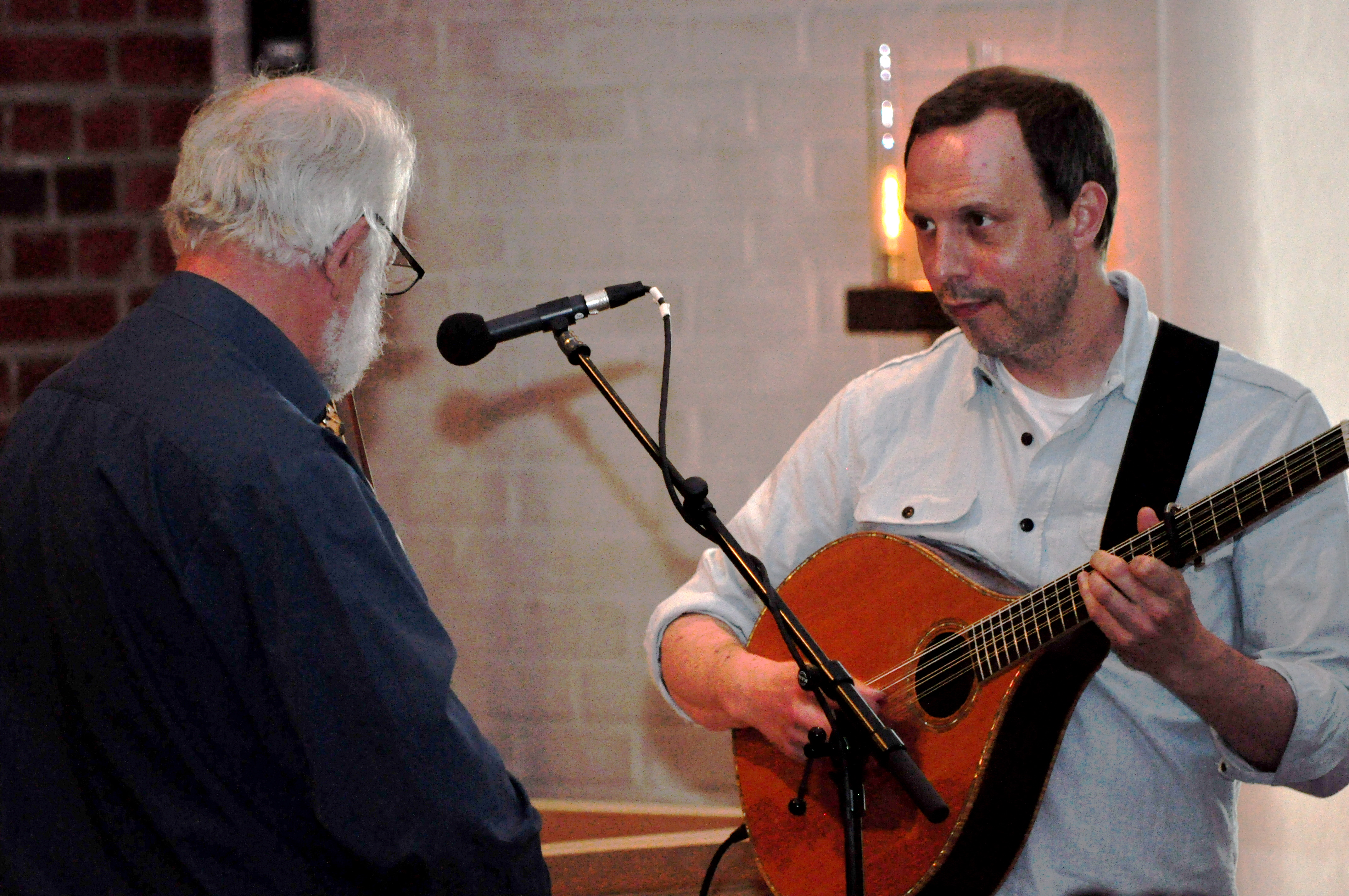
Bengt Löfberg och Esbjörn Hazelius vid en konsert i Östra Eds kyrka.

Bengt Lars Gösta Löfberg, född 17 september 1944 i Kalmar församling, är en småländsk spelman.

## Biografi
Löfberg blev tillsammans med Pelle Björnlert en av förgrundsfigurerna inom "förnyelsen" av folkmusiken på 1970-talet, den så kallade folkmusikvågen, genom att vitalisera äldre spelpraxis.
Löfberg utgav under 1970- och 1980-talen två album tillsammans med Björnlert: En roliger dans (1977) och Raskens trall (1981). Samarbetet med Björnlert fortsatte på 2000 års Mikaelidansen, på vilket även dragspelaren Erik Pekkari medverkade. Året efter utkom Löfbergs soloalbum Luringen och 2006 Gubbstöt, där han återigen samarbetade med Björnlert och Pekkari, men även med sonen Anders Löfberg.

## Medverkan på skivor
- En roliger dans (Bengt Löfberg och Pelle Björnlert)
- Raskens trall (Bengt Löfberg, Pelle Björnlert och Håkan Andersson)
- Mikaelidansen (Giga, GCD-49, Bengt Löfberg, Erik Pekkari & Pelle Björnlert)
- Luringen (Giga, GCD-56, Bengt Löfberg solo)
- Gubbstöt (Giga, GCD-67, Bengt Löfberg, Erik Pekkari, Pelle Björnlert & Anders Löfberg)